# قرار مجلس الأمن التابع للأمم المتحدة رقم 347
قرار مجلس الأمن التابع للأمم المتحدة رقم 347، الذي اعتمد في 24 أبريل 1974، والذي يقلقه أن اندلاع العنف مؤخرًا من جانب إسرائيل سيجلب الحرب إلى الشرق الأوسط، أدان انتهاك إسرائيل للسلامة الإقليمية للبنان ودعا إسرائيل مرة أخرى إلى الامتناع عن القيام بعمل عسكري آخر ضد لبنان. ويمضي القرار إلى إدانة الخسائر في الأرواح المدنية ودعا إسرائيل إلى احترام القانون الدولي وإعادة المدنيين الذين اختطفتهم إلى لبنان.
وقد اعتمد القرار بأغلبية 13 صوتًا مقابل لا شيء، في حين لم يشترك عضوان، هما العراق و‌جمهورية الصين الشعبية، في التصويت.